# Stabsführer
Un Stabsführer (traducido como Líder del personal) se desempeñó como adjunto del líder de la Juventud Hitleriana, el Cuerpo Nacionalsocialista de Aviadores, el Cuerpo Nacional Socialista de Motoristas o la Sturmabteilung. Además, fue un rango militar de las Juventudes Hitlerianas que ocupaba el miembro más importante del Cuerpo de Liderazgo de Adultos.
Los SS-Oberabschnitt (distritos principales) y los SS-Abschnitt (subdistritos) de Allgemeine-SS tenían su propio Stabsführer para dirigir cierto personal del distrito. En las SS-Abschnitt, a menudo eran el líder de facto.

## Líderes

### Juventudes Hitlerianas

Insignia del Stabsführer de las Juventudes Hitlerianas

| N.º |  | Stabsführer                           | Inicio                | Final                   | Duración          |
| --- |  | ------------------------------------- | --------------------- | ----------------------- | ----------------- |
| 1   |  | Karl Nabersberg (1908–1946)           | noviembre de 1931     | junio de 1934           | 2 años y 7 meses  |
| 2   |  | Hartmann Lauterbacher (1909–1988)     | 22 de mayo de 1934    | agosto de 1940          | 6 años y 2 meses  |
| 3   |  | Helmut Möckel (1909–1945)             | agosto de 1940        | 15 de febrero de 1945 † | 4 años y 6 meses  |
| -   |  | Kurt Petter (1909–1969) (En acciones) | 15 de febrero de 1945 | 8 de mayo de 1945       | 2 meses y 23 días |

### NSFK
| N.º |  | Stabsführer                                  | Inicio | Final | Duración |
| --- |  | -------------------------------------------- | ------ | ----- | -------- |
| 1   |  | Obergruppenführer Gerhard Sporleder (1893–?) | 1936   | 1940  | 3-4 años |
| 2   |  | Obergruppenführer Karl Sauke (1897–1958)     | 1940   | 1945  | 4-5 años |

### NSKK
| N.º |  | Stabsführer                                | Inicio | Final                 | Duración  |
| --- |  | ------------------------------------------ | ------ | --------------------- | --------- |
| 1   |  | Obergruppenführer Josef Seydel (1887–1945) | 1935   | 10 de abril de 1945 † | 9-10 años |

### SA
| N.º |  | Stabsführer                                           | Inicio            | Final               | Duración        |
| --- |  | ----------------------------------------------------- | ----------------- | ------------------- | --------------- |
| 1   |  | Obergruppenführer Otto Herzog (1900–1945) (1887–1945) | 1 de mayo de 1936 | 6 de mayo de 1945 † | 9 años y 5 días |

- Datos: Q7595797